# Antriadophila petulans
Antriadophila petulans är en tvåvingeart som beskrevs av Frederick Askew Skuse 1888. Antriadophila petulans ingår i släktet Antriadophila och familjen platthornsmyggor. Inga underarter finns listade i Catalogue of Life.